# Accademia di scherma al Foro Italico
L'Accademia di scherma, anche nota come Casa delle armi, è un edificio sportivo parte del Foro Italico a Roma.
Progettato dall'architetto Luigi Moretti nel 1934 come Casa del Balilla sperimentale e completato nel 1936, fu assegnato alla disciplina della scherma, assumendo la denominazione di Casa delle armi e poi di Accademia della scherma. Nel 1981 venne adattato ad aula bunker del tribunale di Roma, altra denominazione con cui è stato noto l'edificio.

## Storia

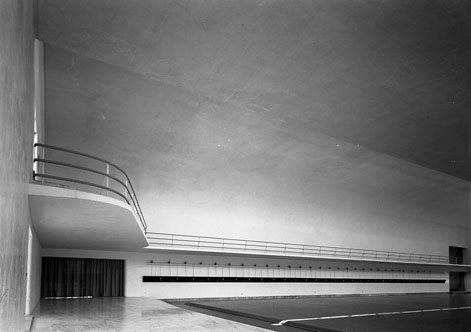
L'interno in una fotografia dello studio Vasari.

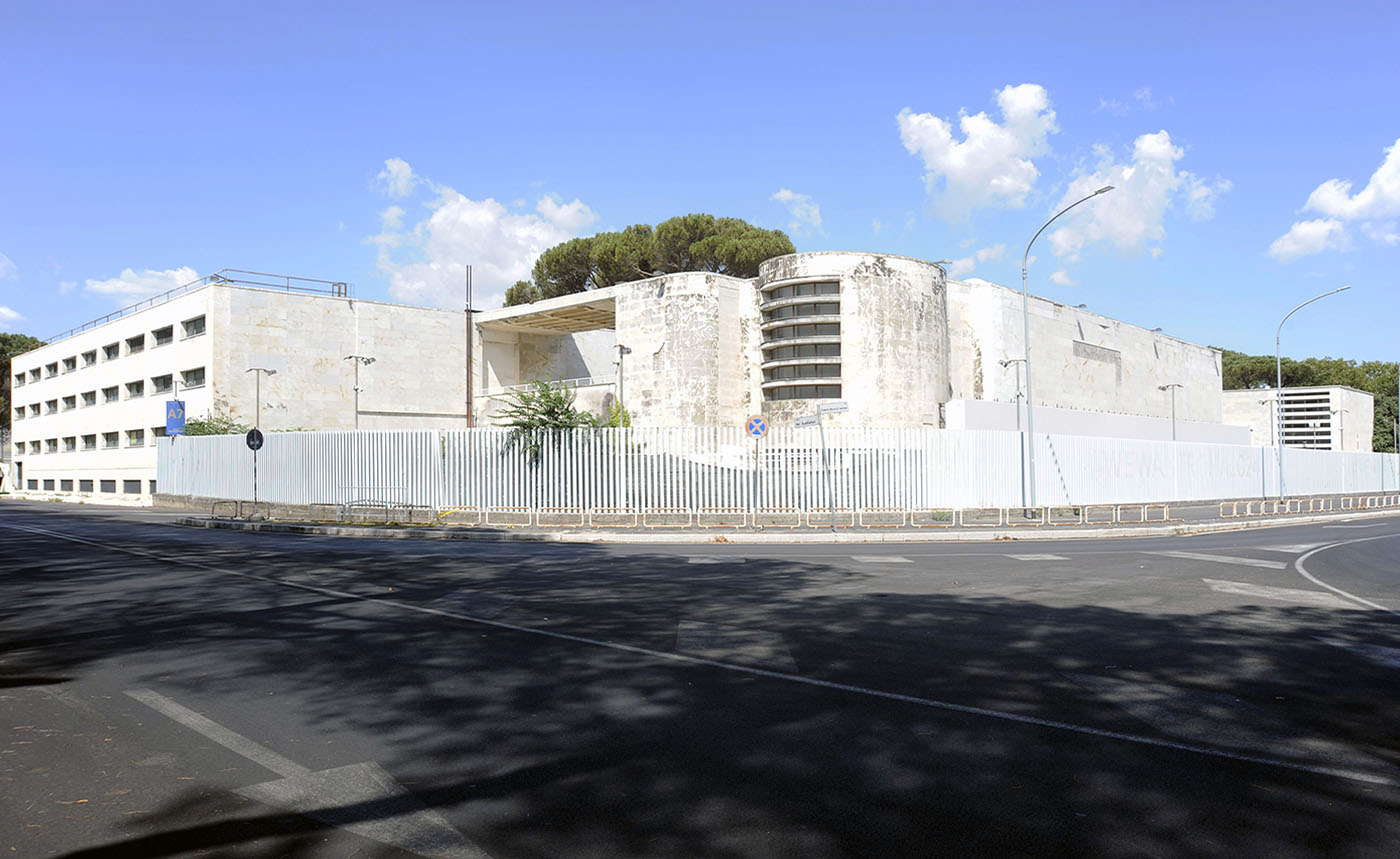
Accademia di scherma

Progettata dall'architetto Luigi Moretti, l'Accademia della Scherma nasce architettonicamente come esperimento tipologico avanzato dell'Opera Nazionale Balilla, di cui il Moretti fu direttore tecnico. La Casa delle Armi, posta ai margini meridionali del Foro Italico, di fronte alla foresteria (poi Ostello, oggi parzialmente occupata da uffici e in attesa di destinazione) di Enrico Del Debbio, ha un impianto a elle. Il lato corto rivolto verso il Tevere è bipartito: cieco per metà e segnato da una griglia finestrata gigante orizzontale per l'altra metà. La seconda parte ospitava la vera e propria sala della scherma, lunga 45 metri e larga 25, che consentiva la presenza simultanea sulle pedane di 160 atleti. Le facciate sono rivestite uniformemente in marmo bianco di Carrara.
Le decorazioni esterne, come in grande mosaico, furono affidate ad Angelo Canevari.
Dopo essere stata trasformata in aula giudiziaria con gravi manomissioni interne, è stata lasciata in stato di semi-abbandono. Di proprietà del CONI, nel 2022 sono stati stanziati dei fondi per avviare lavori di restauro.